# Podgarić
Podgarić je naselje u općini Berek u Bjelovarsko-bilogorskoj županiji.
Nalazi se u brežuljkastom području na obroncima Moslavačke gore, 15 km od Garešnice i 25 km od Kutine. Nadmorska visina se kreće od 160 do 489 m. Velike površine zauzimaju državne šume bukve i hrasta kitnjaka s manjim udjelom graba, lipe, divlje trešnje i kestena. Ima mnogo gorskih kosa i grebena. Područje je bogato izvorima vode i potocima, među kojima se ističe potok Garešnica. U šumama se nalazi velik broj raznovrsne divljači: jeleni, divlje svinje, mufloni, jeleni lopatari, srne itd., a brojne su i druge životinje npr. vjeverice i sivi puhovi. Šume su bogate i gljivama poput vrganja, lisičarki itd.
Naselje je slabo naseljeno. Prema popisu stanovništva iz 2001. godine, naselje je imalo 68 stanovnika te 30 obiteljskih kućanstava. Velik broj kuća su vikendice. 
U neposrednoj blizini nalazi se više srednjovjekovnih utvrda: Garić grad, Košuta grad, Jelen grad, Bršljanovac, Gradina i Marić grad. Posebno se ističe Garić grad, koji se nalazi iznad Podgarića na nadmorskoj visini 356 m usred šume. Do utvrde vodi asfaltirana strma cesta. Prvi put se spominje 1163. kao sjedište župe, a utvrdu je sagradio, hrvatski ban Stjepan Šubić 1256.[nedostaje izvor] Među najstarijim je utvrdama na sjeveru Hrvatske. Pavlini su u blizini podigli samostan i crkvu sv. Blažene Djevice Marije (Bela Crkva) krajem 13. stoljeća. Među brojnim vlasnicima, bili su knez Gardun, Barbara Celjska i zagrebački biskupi. Turci su osvojili i zapalili Garić grad, samostan i crkvu 1544. Ostale su ruševine. Posljednjih godina, povremeno se čisti i uređuje, planira se detaljna obnova u suradnji gradova Garešnice i Kutine. 
Jelen grad i Košuta grad sagrađeni su u 13. stoljeću, kada su bili u vlasništvu porodice Makarijevića. Početkom 16. stoljeća bili su u vlasništvu Tome Bakača i obitelji Erdödy, a od 1545. do 1606. drže ih Turci. Jelen grad je danas ruševina na brijegu usred guste šume, a od Košuta grada ostali su samo dio zida i nasipi.
Gradina se ne spominje u povijesnim dokumentima, a otkrivena je 2003. To je uzvišenje u šumi okruženo bedemom, oko kilometar udaljeno od naselja. 
U Podgariću se nalazi veliki "Spomenik revolucije naroda Moslavine" posvećen žrtvama II. svjetskog rata, rad kipara Dušana Džamonje iz 1967. Tu se dogodio partizanski ustanak 1941., a u obližnjim šumama nalazile su se tri partizanske bolnice. Kraj spomenika je i partizansko groblje. Nakon podizanja spomenika, razvio se turizam i podigao hotel "Vila Garić" s tri zvjezdice, ispred kojeg je umjetno jezero u koritu rječice Kamenjače. Kraj hotela su sportski tereni te moto-kros staza. U neposrednoj okolici mjesta su brojne biciklističke, planinarske i off-road staze.

## Stanovništvo
- 2011. – 47
- 2001. – 68
- 1991. – 76 (Srbi – 47, Hrvati – 15, Jugoslaveni – 11, ostali – 3)
- 1981. – 92 (Srbi – 60, Jugoslaveni – 20, Hrvati – 11, ostali – 1)
- 1971. – 115 (Srbi – 95, Hrvati – 17, Jugoslaveni – 3)

| broj stanovnika | 206   | 178   | 160   | 182   | 203   | 207   | 213   | 260   | 196   | 184   | 172   | 115   | 92    | 76    | 68    | 47    | 26    |
|                 | 1857. | 1869. | 1880. | 1890. | 1900. | 1910. | 1921. | 1931. | 1948. | 1953. | 1961. | 1971. | 1981. | 1991. | 2001. | 2011. | 2021. |

## Zanimljivosti
Svjetski poznati DJ Alan Walker snimio je video spot za pjesmu "Darkside" u Podgariću, 2018. godine.

## Galerija
- Hotel Vila Garić
- Podgarićko jezero
- Spomenik revolucije naroda Moslavine iz 1967., rad Dušana Džamonje
- Pogled na selo

## Ostali projekti
|  | Zajednički poslužitelj ima još gradiva o temi Podgarić |